# Ludwig Rinn
Ludwig Rinn (* 17. März 1870 in Heuchelheim; † 30. Oktober 1958) war ein deutscher Unternehmer.

## Werdegang

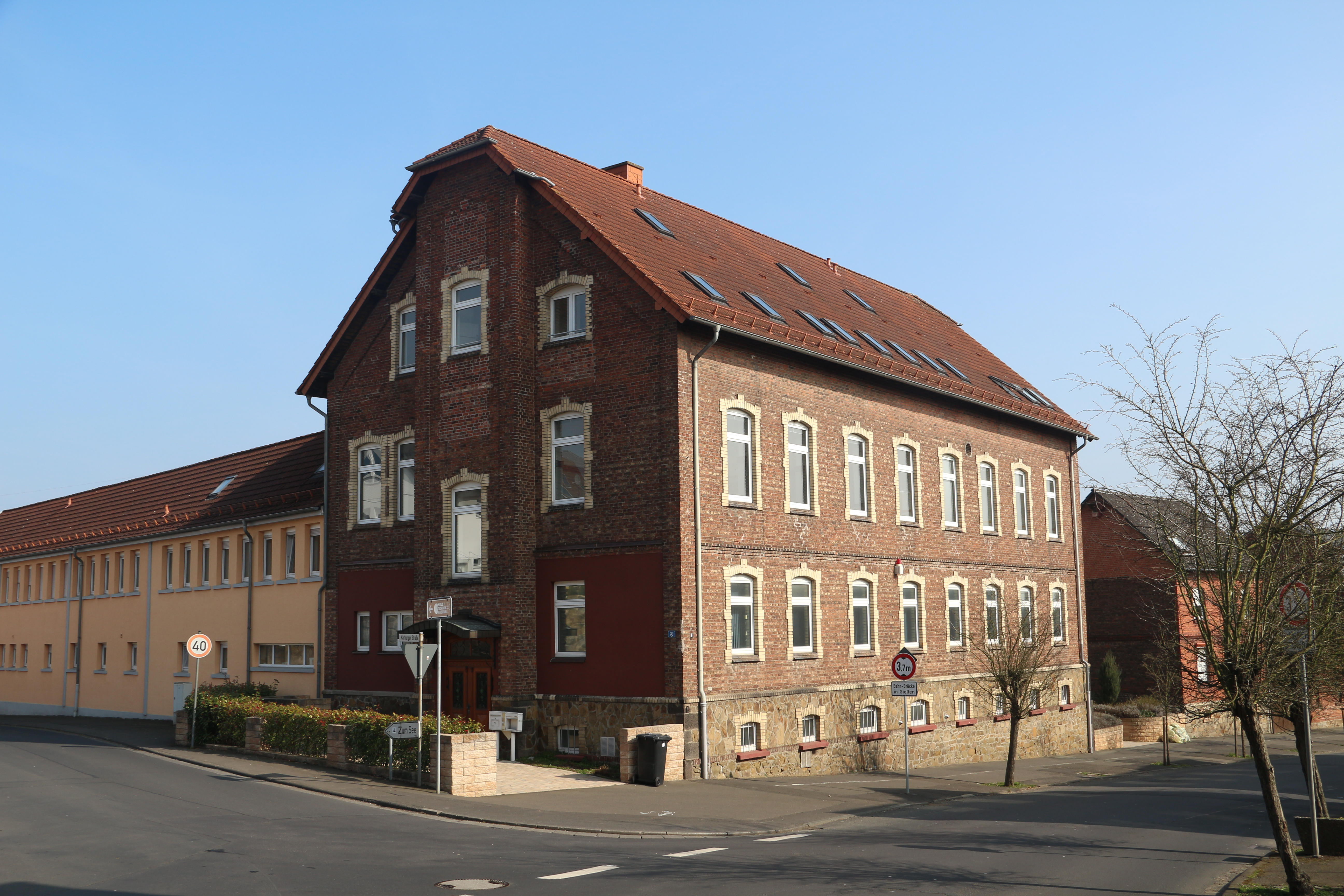
Eine von zahlreichen Zigarrenfabriken – hier Wißmar

Rinn kam als Sohn des Landwirts und Schuhmachers Jakob Rinn (1837–1884) und dessen Ehefrau Maria Katharina Müller (1838–1920) zur Welt. Er besuchte das Realgymnasium in Gießen und absolvierte eine kaufmännische Lehre in der Heuchelheimer Zigarrenfabrik Busch & Mylius. 1895 gründete er gemeinsam mit dem aus Nidda stammenden Holzhändler und Kommerzienrat Heinrich Wilhelm Cloos die Zigarrenfabrikation Rinn & Cloos AG. Nach dessen Rückzug 1917 übernahm er deren alleinige Leitung. Rinn & Cloos war von den 1920er bis in die 1950er Jahre der größte Zigarren-, Zigarillo- und Tabakwarenhersteller Deutschlands mit zeitweilig über 5.000 Mitarbeitern an zeitweilig knapp vierzig Standorten.
1932 ersteigerte er die Konkursmasse der Gießener Maschinenfabrik Heyligenstaedt AG und führte sie ab 1934 unter der dem Namen Firma Heyligenstaedt & Comp. Werkzeugmaschinenfabrik GmbH weiter.
1948 erwarb er die ursprünglich in Riga beheimatete und 1945 in Wetzlar neu gegründete Kamerafabrik Minox; die Produktionsstätte verlagerte er auf das Betriebsgelände der Zigarrenfabrik Rinn & Cloos in Heuchelheim.
Von 1930 bis 1933 war er Präsident der Industrie- und Handelskammer Gießen. Mit der Gleichschaltung der Industrie- und Handelskammern 1933 schied er aus dem Amt aus, wurde aber von 1946 bis 1953 erneut Präsident der Kammer.

### Familie
Am 26. Dezember 1903 heiratete er in Heuchelheim Elisabeth Kröck (1868–1950). Aus der Ehe ist der Sohn Ernst Ludwig Rinn (1905–1954) hervorgegangen.
Sein Neffe Karl Dönges (1891–1975) war jahrelang Prokurist und Vorstandsmitglied in dem Unternehmen.

## Ehrungen
- 1952: Verdienstkreuz (Steckkreuz) der Bundesrepublik Deutschland
- 1953: Großes Verdienstkreuz der Bundesrepublik Deutschland
- Ehrenbürger der Stadt Gießen
- Ehrenbürger der Gemeinde Heuchelheim
- Ehrensenator der Universität Gießen
- Ehrenpräsident der IHK Gießen